# Demokratikus Egyesülés Pártja
A Demokratikus Szövetség Pártja (kurdul: Partiya Yekîtiya Demokrat, röviden PYD, arabul: حزب الاتحاد الديمقراطي, Ḥizb Al-Ittiḥad Al-Dimuqraṭiy) egy kurd demokratikus szocialista párt Szíriában. A PYD és a Kurdisztáni Munkáspárt (PKK) között stratégiai és szerveződési együttműködés létezik a szélsőséges iszlamisták támadásai ellen.

## Története

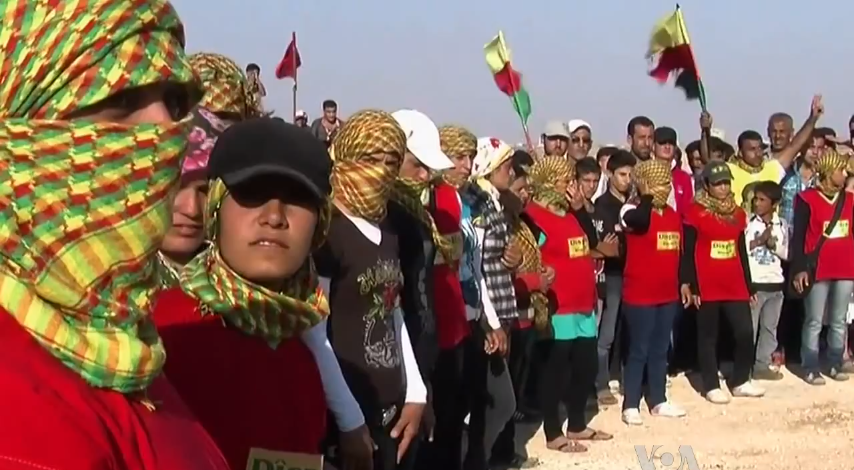
A PYD támogatói egy, a török-kurd harcok során elhunyt szíriai kurd temetésén.

A pártot 2003-ban alapították kurd baloldaliak, azonban a szíriai törvények szerint hivatalosan soha nem létezett, ugyanis Szíria alkotmánya értelmében egy párt sem alakulhatott meg a hatalmon levő Baasz Párt beleegyezése nélkül.
A PYD játszotta a legfontosabb szerepet a szíriai polgárháború idején a kurdok aktivizálásának tekintetében. A konfliktus kitörését követően a Nemzeti Koordinációs Bizottság egy Demokratikus Változásért elnevezésű szervezethez csatlakozott, míg riválisa, a 2011. október 26-án Irakban létrejött Kurd Nemzeti Tanács a Szíriai Nemzeti Tanáccsal lépett koalícióra. A két kurd szervezet közti kezdeti ellenségeskedésnek (melynek során a KNT még Mesál Tamo kurd aktivista meggyilkolásával is megvádolta a PYD-et) végül egy 2012. július 12-én Erbílben aláírt megegyezés vetett véget, melynek során létrejött a Kurd Legfőbb Bizottság, mely a két szervezet tevékenységét igyekszik összehangolni. Az erbíli megegyezés eredményeképpen állították fel a Kurd Népvédelmi Egységek (YPG), mely a bizottság fegyveres szárnyaként vesz részt a kormányellenes harcokban.
A PYD azonban jelenleg is a legerősebb kurd pártnak számít Szíriában, a PKK-hoz fűződő kapcsolatai miatt azonban a többi felkelőszervezettől ellentétben nem élvezi Törökország támogatását. Törökország kormánya  - és több szíriai ellenzéki párt is - úgy tekint a PYD-re, mint a kurd szeparatizmus zászlóhordozójára, jóllehet a párt hivatalos közleményében az autonómia mellett foglalt állást a függetlenséggel szemben. Recep Tayyip Erdoğan török miniszterelnök megfenyegette a PYD-et, hogy szükség esetén erőszakkal is megakadályozza egy "szeparatista" állam létrehozását Szíria északi részén.

## Külső hivatkozások
- A párt hivatalos oldala